# Something to Believe In (canción de Poison)
Something to Believe In es una canción lanzada como el segundo sencillo del álbum Flesh & Blood de la banda de Hard rock, Poison. Fue lanzada en septiembre de 1990.
Es también un mega éxito ya que alcanzó la posición de #4 en el Billboard Hot 100 y fue certificada Oro en ventas.
En el disco "Best Of Ballads & Blues" de Poison en 2003 se encuentra la segunda parte de Something To Believe In con segunda lírica.

## Canción
La canción tiene un ritmo lento y va haciéndose rápida conforme la canción va avanzando. Es considerada una power ballad.
La canción es dedicada a James Kimo Maano que era el guardia de seguridad de Bret Michaels y mejor amigo de Bret que murió por esos tiempos.

## Charts
- Australian ARIA Charts #44

- U.K. Singles Charts #34

- Billboard Hot 100 #4

- Mainstream Rock Tracks #5

- Datos: Q6131982